# 楚辺通信所
座標: 北緯26度24分2.4秒 東経127度43分47.4秒 / 北緯26.400667度 東経127.729833度
楚辺通信所（そべつうしんじょ）(Sobe Communication Site) は、沖縄県読谷村にあった在日米軍施設で、キャンプ・ハンザ (Camp Hanza) とも呼ばれていた。ハンザタワーは通称「象の檻（オリ）」として知られ、米軍軍事通信の傍受施設として使用されていた。1996年12月のSACO最終報告により、アンテナ施設等をキャンプ・ハンセンに移設することを条件に返還が示され、日米間で合意された。

## 概要
傍受施設は1950年代後半に建設され、敷地面積は53万5000平方メートル（0.53平方キロメートル）で直径約200m、高さ28mの巨大な檻のようなケージ（檻）型アンテナを持ち、軍事通信の傍受施設として使用されていた。
- 所在地：読谷村 (字波平、字座喜味、字上地)
- 施設面積：535千m2
- 地主数：457人
- 年間賃借料：365百万円
- 駐留軍従業員数：31人
- 管理：米海軍

| 施設番号 |            |                      |        | 返還                  |
| -------- | ---------- | -------------------- | ------ | --------------------- |
| FAC6026  | 楚辺通信所 | 楚辺海軍通信補助施設 | 53.5ha | 2006年12月31日 (SACO) |
| FAC6026  | 楚辺通信所 | 楚辺方向探知東サイト | 53.5ha | 2006年12月31日 (SACO) |
| -        | -          | 楚辺方向探知西サイト | 2.33ha | 1972年4月18日         |

## 歴史
- 1945年4月 - 米軍が読谷に上陸して以降、軍事占領の継続として使用開始。
- 1953年3月13日 - 楚辺方向探知東サイトとして使用開始。
- 1970年7月 - 施設管理権が空軍から陸軍へ移管。
- 1972年5月15日 -「楚辺海軍通信補助施設」と「楚辺方向探知東サイト」が統合され、「楚辺通信所」（FAC6026）として提供開始（使用主目的：通信所）。
- 1975年4月4日 - 通信施設として、建物約 50 ㎡及び工作物（給水設備等）を追加提供。
- 1981年3月26日 - 通信施設として、建物約 520 ㎡を追加提供。
- 1985年2月5日 - 汚水処理施設として、工作物（浄化槽）を追加提供。

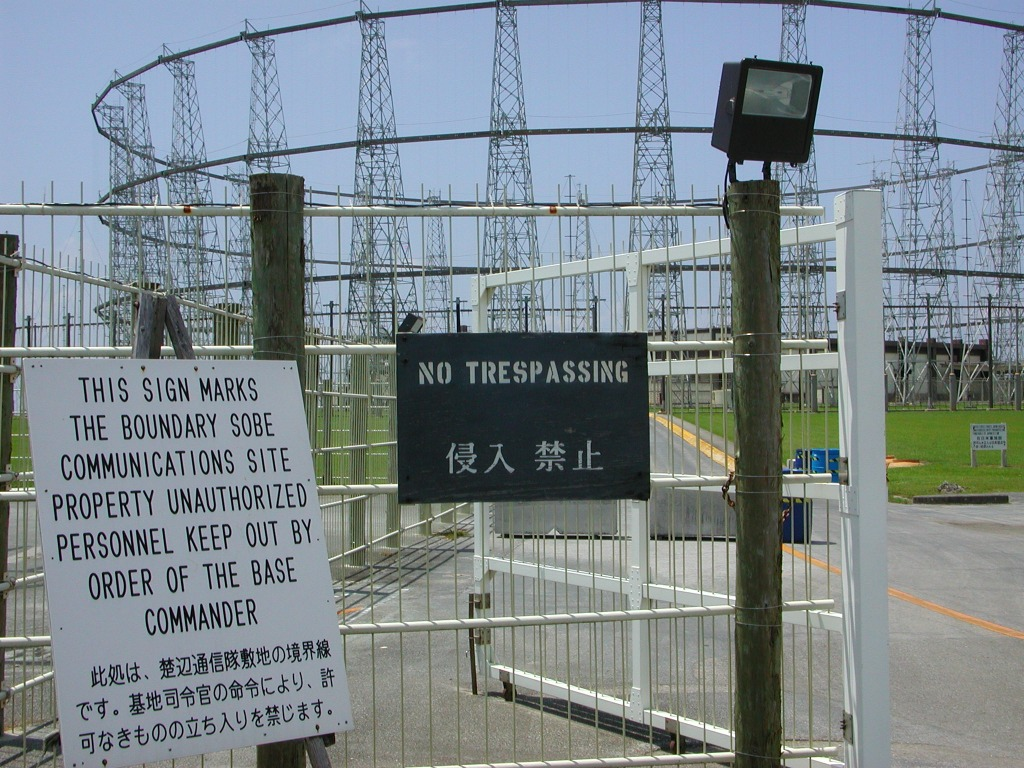
楚辺通信所（2002年5月19日撮影）

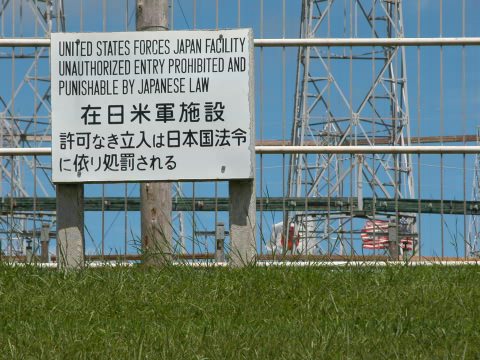
象のオリのなかにアメリカと日本の国旗が掲げられている (2003年)。

- 2006年12月31日 - 全部返還。

### 戦略通信アンテナ基地建設を阻止
1976年7月、楚辺通信所の戦略通信アンテナ基地建設の着工が発覚すると、読谷村はさらなる負担に抗議し工事中止の要請を行った。その後も工事は進められたが、村議会と地主会が反対闘争に立ち上がり、村の55 %が基地であり、これ以上の拡大は認めることができないとして村民大会を開催した。大統領ジミ―・カーターへ直訴状も送った。
1977年、防衛施設庁はアンテナ基地の建設断念を発表した。

### 象の檻訴訟
1995年、知花昌一ら一部の地主が賃借契約の更新を拒否し、大田昌秀沖縄県知事（当時）も土地強制使用の代理署名を拒否したため、これにより沖縄代理署名訴訟が起こり、1996年8月に沖縄県が敗訴した。
1996年4月、賃借契約が切れたため、日本国による不法占拠状態となった。この賃貸借契約の期限切れに先立って、木製の柵が設置された（それまでは、基地警備員の制止を受けるものの鉄塔に近寄ることは不可能ではなかった）。
1997年4月、米軍用地特別措置法を改正することで不法占拠状態は解消されたが、不法占拠状態は389日間にわたり継続した。国の不法占拠状態が続く中で、一部地主らは土地の明け渡し等を国に求める訴えを起こしていた（米軍用地特別措置法改正後は一部地主らは米軍用地特別措置法改正の憲法判断や不法占拠に対する国家賠償請求訴訟が争点となったが、米軍用地特別措置法改正は合憲であること及び国家賠償請求については国が供託金を既に払っているとして請求を棄却する判決が2003年11月に確定した）。

### SACOの条件付き返還
1996年の米軍基地再編（SACO最終報告）により、本施設の返還はキャンプ・ハンセン内に施設を新設移設することが条件とされた。2005年5月末をめどとされていたが、金武町は施設受け入れに抵抗、またロッキード社の新しい通信システムの導入が遅れたことにより返還はさらにずれこんだ。
SACO最終報告（1996年）における楚辺通信所の項目
- 返還区域: 読谷村の楚辺通信所（約53ha）
- 返還条件: アンテナ施設及び関連支援施設をキャンプ・ハンセンに移設
- 返還予定: 2000年度末まで
- 返還日: 2006年12月31日

ギンバル訓練場の移設と同時期に象のオリの代替施設まで負担を強いられる金武町では、なかなか得ることができなかった。また恩納村喜瀬武原区からも大きな反対の声が上がった。
2002年、恩納村喜瀬武原（きせんばる）の東側のキャンプ・ハンセンで事前説明もなく工事が始まり、赤土流出が発生した。また電磁波障害の不安も高まり、5月に臨時区民総会で移設工事着工に強く抗議、工事の中止などを決議した。6月30日に総決起大会を開き、改めて反対決議決議を採択した。
新施設の整備が完了した2006年12月末に日本に全面返還された。翌2007年5月31日からアンテナを含む施設の本格的な撤去作業が行われ、同年6月8日、全てのアンテナが撤去された。なお、キャンプ・ハンセン内に新規に建設された同種の施設には、「象の檻」との名称の元となった鉄塔群は存在せず、より最新鋭の通信設備を提供された。

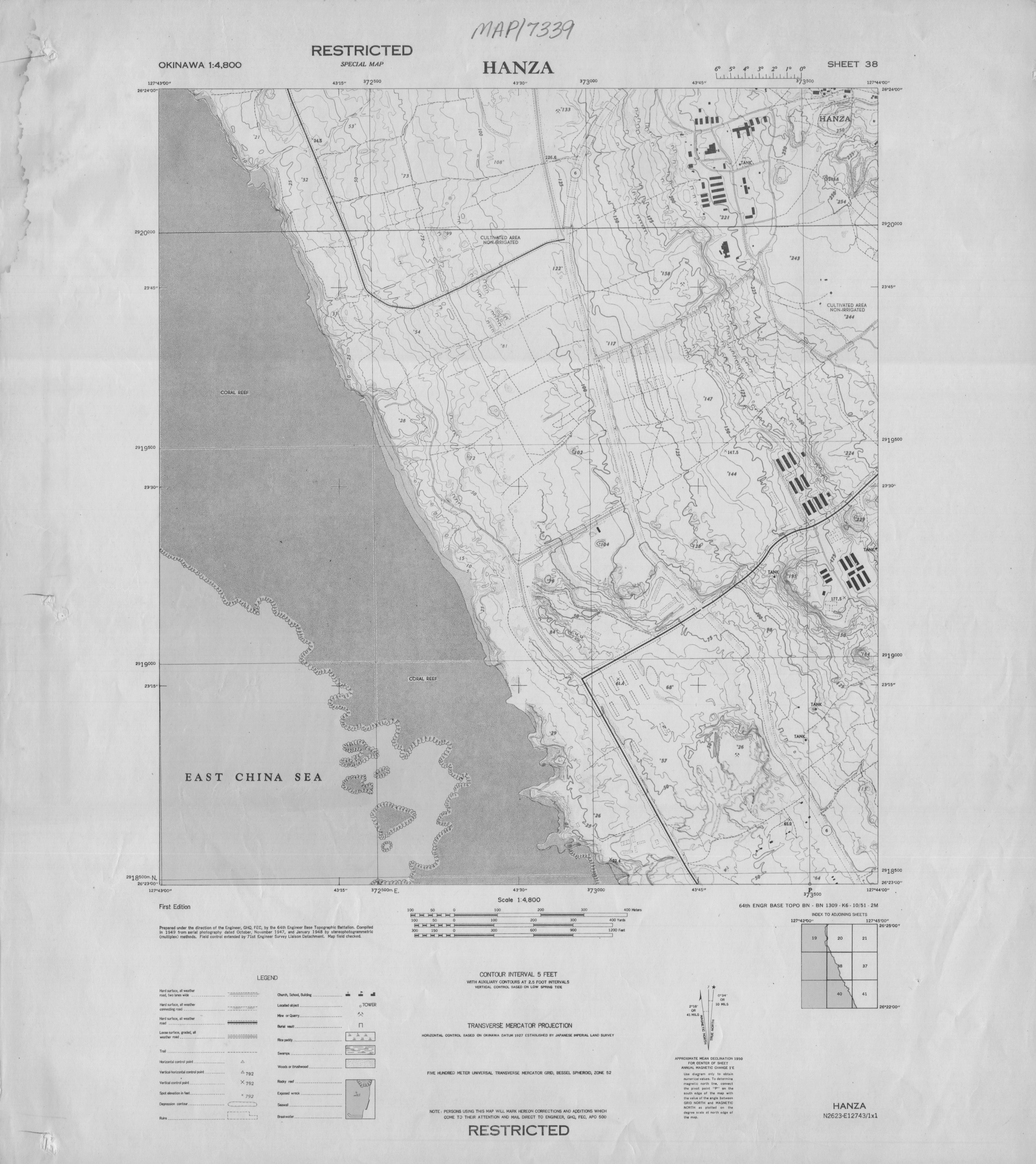
ハンザ・キャンプと呼ばれた楚辺の米軍基地 (1947年 米陸軍 64th engineer base topographic batallion 作成)

## その他
米軍キャンプ・ハンザ (Camp Hanza) の名称について
読谷村「波平」(なみひら) の地名を琉球語では「はびら」と発音し、それが口語的に「はんじゃ」「はんざ」へ音韻が変化したものと考えられている。沖縄戦の侵攻前からより古い正確な沖縄の地名を使用し写真解析していた米軍は、Hanzaも侵攻前から波平の名称として使用していたものとおもわれる。
スノーデン文書について
2017年4月24日、エドワード・スノーデンが米国国家安全保障局（NSA）から持ち出した文書の内、日本に関連する文書の一つに、SIGINT施設をキャンプ・ハンセンに移転する費用5億ドルを日本政府が負担したことが記されている。

## 基地内の遺構
- シムクガマ
- 沖縄の米軍基地

## 他の米軍通信施設
青森県の三沢飛行場近くにある姉沼通信所(「三沢飛行場」記事内の当該項目参照のこと)